# Oklou
Мерілу Мейнієль (нар. 23 квітня 1993), відоміша під сценічним ім'ям Oklou (ˈəʊˈkeɪ luː), — французька музикантка, співачка, музична продюсерка, діджейка, композиторка і акторка.

## Життєпис
Народилася 23 квітня 1993 року в Пуатьє, Франція. У дитинстві навчалася грі на фортепіано та віолончелі та співала в хорі.

## Кар’єра

### 2014–2019: Початок кар’єри
Мейнієль самостійно випустила дебютний EP Avril у червні 2014 року під псевдонімом Loumar.
У 2015 році переїхала до Парижа і самостійно випустила перший EP під псевдонімом Oklou — First Tape, разом з обмеженим тиражем касет. Після зустрічі наприкінці 2015 року Мейніель разом із DJ Ouai, Майлі Сайрус та Карін Келлі заснувала жіночий діджей-колектив TGAF (These Girls Are on Fiyah). Вони щотижня грали радіошоу на французькій станції PIIAF та живі шоу у Парижі. У роки становлення гурт здобув багату аудиторію. TGAF розпалися в липні 2018 року.
У 2017 Мейнієль знялася в короткометражному фільмі After School Knife Fight. Фільм брав участь у фестивалях у 2017-2018 роках. 
У грудні 2017 року Мейнієль випустила спільний EP з канадським музикантом Casey MQ під назвою For the Beasts. EP вийшов на лейблі Permalnk. На початку 2018 року Мейніель зв'язалася зі звукозаписним лейблом і колективом NUXXE, а також його співзасновниками, шотландським музичним продюсером Sega Bodega, британською реперкою Shygirl і французькою продюсеркою і виконавицею Куку Хлоєю. Вона випустила третій EP The Rite of May, через лейбл у березні того ж року. На ньому Oklou співпрацювала з Sega Bodega, Родайдом Макдональдом, Krampf і Bok Bok. Пізніше того ж року Мейнієль і Krampf спільно створили відеогру Zone W/O People в рамках події Red Bull Music Academy France 2018 Diggin’ in the Carts. Oklou також створила саундтрек до гри, який пізніше випустила на касетах обмеженим тиражем. Oklou з'явилася на синглу покійної американської реперки Chynna в жовтні 2018 року «Xternal Locus».
Протягом 2019 року Oklou виступала на різних фестивалях, таких як Loom Festival і Pitchfork's Paris Music Festival. У жовтні випустила сингл під назвою «Forever» на TaP Records. Він був створений спільно з Sega Bodega.

### Після 2020: Galore та колаборації
У січні 2020 року Мейнієль випустила спільний сингл із французьким експериментатором Флавієном Бергером під назвою «Toyota» через Because Music. Наразі це її єдиний франкомовний випуск. У лютому вийшов ще один сингл під назвою «entertnmnt», спродюсований з британським продюсером Мурою Масою, і ще один сингл у квітні під назвою «SGSY» (що означає She's Gonna Slaughter You). Сингли вийшли на TaP Records і True Panther Sounds.
Мейнієль оголосила про дебютний мікстейп Galore у липні 2020 року, опублікувавши три треки, один з яких («unearth me») супроводжувався музичним відео. Ще три треки з мікстейпу були опубліковані в серпні 2020 року разом із музичним відео на трек «god’s chariots». Повний мікстейп вийшов 24 вересня 2020 року на лейблах Since Music, TaP Records і True Panther Sounds. Запис був створений переважно у співпраці з Casey MQ, але також представлена співпраця з Sega Bodega, Shygirl, A. G. Cook, PC Music і EASYFUN і GRADES. Робота також з’явилася в списках Gorilla vs. Bear, Rough Trade і Dummy Mag на кінець 2020 року. Крім того, у 2020 році Мейнієль випустила ремікси на «Door» Керолайн Полачек і «Fever» Дуа Ліпи.
У січні 2021 року Oklou створила ремікс на трек французької співачки Pomme «les cours d’eau», а в березні 2021 року – ремікс на трек шведського репера Bladee та продюсера Mechatok «Rainbow». Oklou з’явилася в альбомі реміксів A. G. Cook Apple vs. 7G у травні 2020 року, зробивши кавер на «Being Harsh». Вона також випустила ремікси на свої треки "fall" і "galore" від A. G. Cook. З листопада по грудень 2021 року Мейнієль гастролювала США, підтримуючи Керолайн Полачек. 13 жовтня вийшов EP-ремікс, присвячений річниці Galore, з розширеним міксом "asturias" і двома реміксами від Casey MQ і Pomme & Danny L Harle.

## Дискографія

### Мікстейпи
- Galore (2020)

### Мініальбоми
- Avril (як Loumar) (2014)
- First Tape (2015)
- For The Beasts (разом з Casey MQ) (2017)
- The Rite of May (2018)
- galore anniversary (2021)